# Eustachio (martire)
Sant'Eustachio, nome di battesimo di Placido (Roma, I secolo – Roma, 20 settembre 120), è stato un martire romano durante il regno di Adriano.

## Agiografia

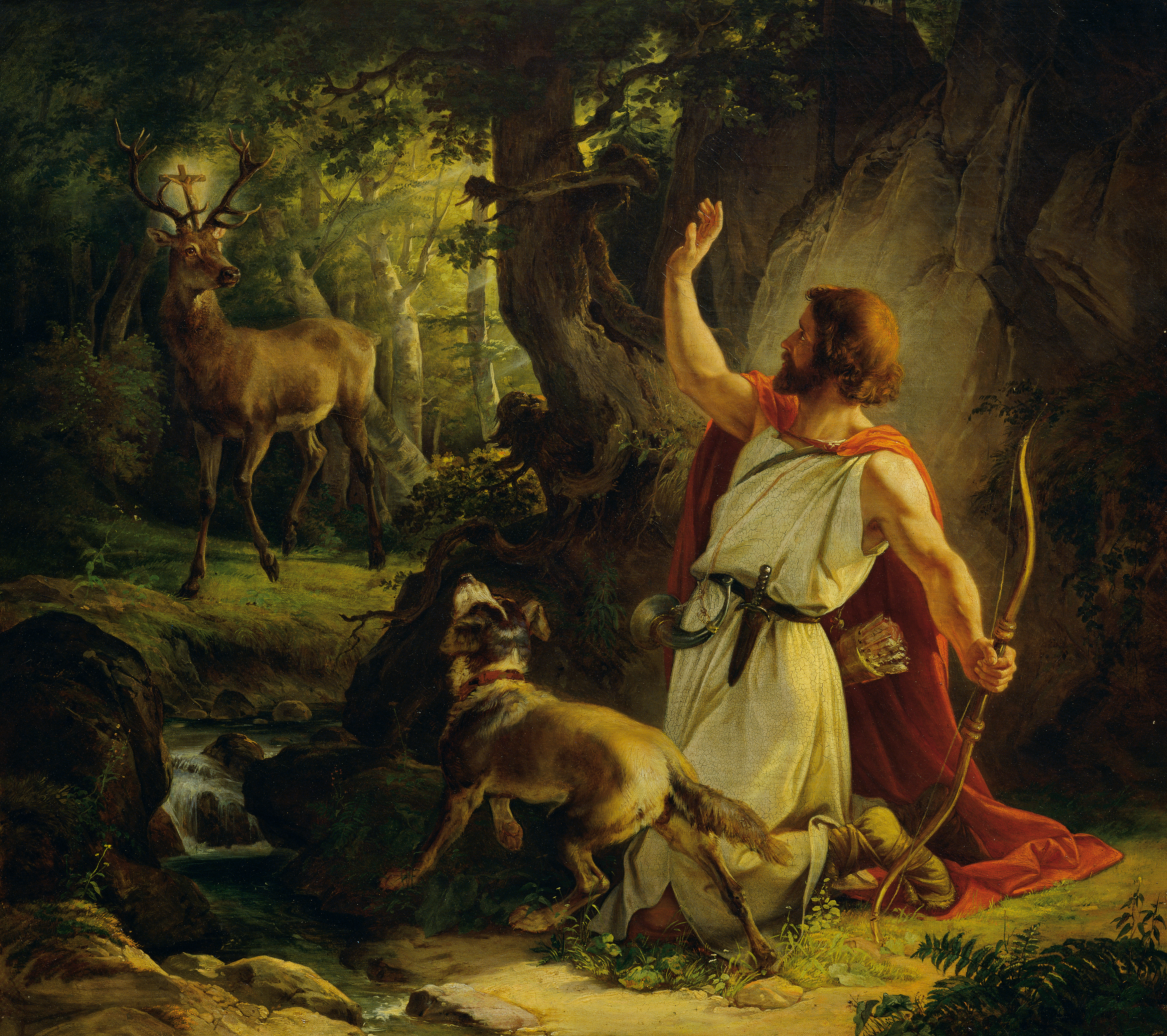
Joseph Binder, La conversione di Sant'Eustachio, Vienna, Kunsthistorisches Museum, 1849

Il suo nome è ignoto alle fonti antiche e le uniche notizie sulla sua biografia sono desunte da racconti tardi e leggendari. Secondo lo storico Henri Delahaye, Eustachio non sarebbe mai esistito: l'autore della prima stesura in lingua greca della Legenda Aurea avrebbe attinto a leggende popolari del tempo e la vicenda familiare ricalcherebbe una storia leggendaria indiana. A riprova della sua teoria, il Delahaye cita l'assenza di menzioni sul santo fino al V secolo ed il fatto che né la Depositio martyrum né il Martirologio geronimiano parlano di Eustachio. Secondo il mito, visse a Roma come magister militum al servizio degli imperatori Tito e Traiano, venendo identificato dallo storico Giuseppe Flavio con il generale Placido, combattente vittorioso sui Parti, tesi successivamente ripresa dal collega Cesare Baronio nei suoi Annales Ecclesiastici. Prima di convertirsi al cristianesimo, era pagano.
Secondo il cap. 161 della Legenda Aurea di Jacopo da Varagine, un giorno Placido stava inseguendo un cervo mentre andava a caccia, quando questo si fermò di fronte ad un burrone e si volse a lui, mostrando tra le corna una croce luminosa, sormontata dalla figura di Gesù che gli diceva: «Placido, perché mi perseguiti? Io sono Gesù che tu onori senza sapere». Dopo essersi ripreso dallo spavento, Placido rientrò a casa e narrò tutto alla moglie, la quale gli riferì di aver avuto quella notte una visione nella quale uno sconosciuto le preannunciava che l'indomani ella si sarebbe recata da lui con il marito. Placido, la moglie e i due figli si recarono l'indomani dal vescovo, si convertirono e si fecero battezzare. Placido ricevette il nome di Eustachio (dal greco Eustáchios, cioè "che dà buone spighe"), la moglie Tiziana quello di Teopista (dai termini greci théos e pístos, cioè "credente in Dio"), ed i figli, uno Teopisto e l'altro Agapito (o Agapio, dal greco Agápios, cioè "colui che vive di carità"). Per ricordare il luogo dell'apparizione di Gesù a sant'Eustachio, fu eretta una cappella sulla sommità della rupe. Nel IV secolo l'imperatore Costantino I inviò al santuario della Mentorella, all'epoca territorio del comune di Poli, il papa Silvestro I a consacrare la chiesa in onore del santo martire.
La Legenda Aurea narra che Eustachio, lasciato l'esercito romano, sia stato poi perseguitato dalla sorte, come Giobbe, perdendo prima tutti gli averi, poi la moglie ed infine i figli, ma che, come Giobbe, non abbia mai insultato la provvidenza e che quindi, dopo numerosi anni di separazione, la famiglia si sia miracolosamente riunita. Richiamato sotto le armi col grado di generale dall'imperatore Traiano, riprese servizio e si comportò con valore, combattendo contro i barbari. Invitato a Roma per ricevere i debiti onori, si venne a sapere che era cristiano e l'imperatore Adriano lo fece arrestare e condannare a morte insieme con la moglie ed i figli. Fu con loro torturato e, salvatisi misteriosamente dalle fiere del Colosseo, il 20 settembre 120 morirono tutti arroventati dentro il toro di Falaride. Sant'Eustachio era il fratello di santa Stefania vergine.

## Culto

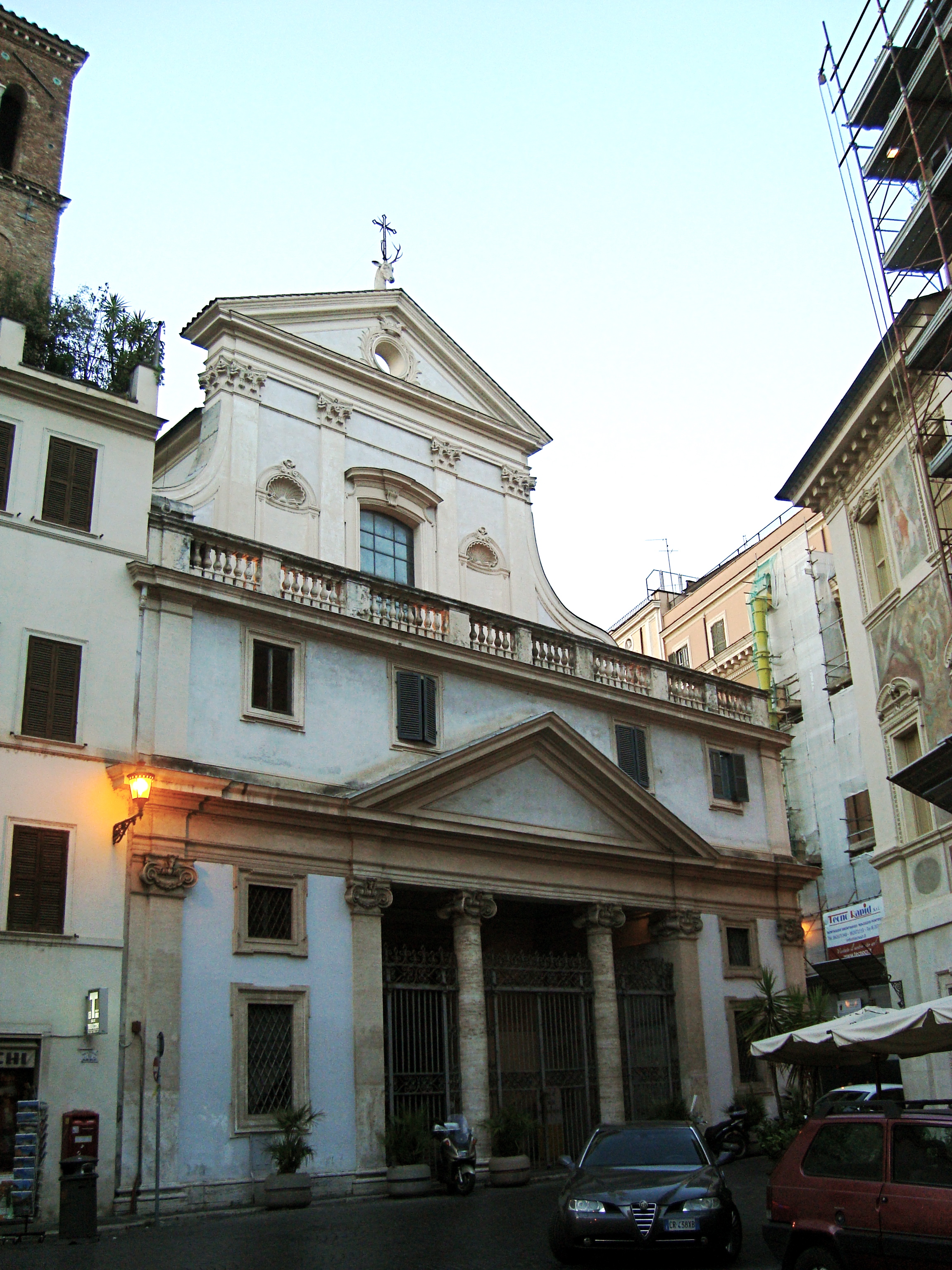
La basilica di Sant'Eustachio, situata nell'omonimo rione di Roma

È considerato uno dei 14 santi ausiliatori e la data della sua festività in Occidente ricorre generalmente il 20 settembre di ogni anno, giorno del suo martirio nell'anno 120, mentre in Oriente il 2 novembre. I suoi attributi sono il cervo, il crocifisso, la palma del martirio e il toro di Falaride. È il santo patrono di cacciatori e guardie forestali e viene pregato in situazioni di difficoltà. In ricordo del santo, a Roma vi è il suo santuario principale, la basilica di Sant'Eustachio, situata nel rione a lui dedicato.
Il paese di Poli ritiene che l'incontro tra il generale Placido e il cervo sia avvenuto nel proprio territorio, dove sulla rupe, luogo dell'episodio, fu fatta erigere una cappella votiva e presso il santuario della Mentorella, all'epoca edificio religioso di pertinenza, papa Silvestro I consacrò la chiesa in onore del santo martire su indicazione dell'imperatore Costantino I. Sant'Eustachio viene venerato in particolar modo anche nella città di Matera, di cui è il santo patrono dal 994. La leggenda vuole che Matera, assediata dai saraceni, fosse stata salvata dall'intervento miracoloso di Eustachio e dei suoi familiari in veste di cavalieri. In Italia, altri comuni dove si pratica il culto del santo sono Acquaviva delle Fonti, Belforte del Chienti, Campo di Giove, Ischitella, Mordano, Scanno, Sesto Campano, Tocco da Casauria e Torella dei Lombardi.
Il cervo con la croce è riportato nel cimiero dello stemma della famiglia nobile d'Afflitto di Amalfi che sostiene di essere discendente diretta del santo e che anticamente godette di juspatronato sulla basilica di Sant'Eustachio, a Scala. Infatti il nome della casata alluderebbe alle sofferenze del martirio subito dal santo e dalla sua famiglia.
In Spagna sant'Eustachio è uno dei santi patroni della città di Madrid, mentre in Francia, a Parigi, la basilica di Saint-Denis e la chiesa di Saint-Eustache ne rivendicano le reliquie. Portano il suo nome l'isola di Sint Eustatius, appartenente allo Stato dei Paesi Bassi e situata nel mar dei Caraibi, e Saint-Eustache, comune del Canada.